# زبان ایسلندی
زبان ایسلندی (به ایسلندی: íslenska) یک زبان هندواروپایی از شاخه گروه زبان‌های اسکاندیناویایی خانواده زبان‌های ژرمنی (زبان‌های ژرمنی شمالی) است. ایسلندی زبان رسمی کشور ایسلند است. این زبان خویشاوندی نزدیکی با زبان فاروئی و برخی گویش‌های زبان نروژی دارد.
در میان زبان‌های اسکاندیناویایی، ایسلندی بیش از همه ویژگی‌های کهن خود را حفظ کرده و تداعی‌گر زبان نروژی کهن است. این زبان برخلاف شمار کم گویشوران آن، از لحاظ فرهنگی و ادبی از اهمیت زیادی برخوردار است. انزوای جغرافیایی جامعه ایسلند، تأثیر زیادی در علاقه‌مندی مردم جزیره نسبت به ادبیات و یکدست ماندن زبان داشته‌است.

## گویشوران
در حدود ۳۲۰٬۰۰۰ نفر به زبان ایسلندی سخن می‌گویند که بیشترین آنها در ایسلند زندگی می‌کنند. حدود ۸٬۱۶۵ نفر از گویشوران در کشور دانمارک به‌سر می‌برند که حدود ۳۰۰۰ نفر از آنان دانشجو هستند. همچنین تعدادی از آنان در کشورهای نروژ، آمریکا و کانادا زندگی می‌کنند.

## پیشینه
کهن‌ترین متن به جا مانده از زبان ایسلندی در حدود ۱۱۰۰ میلادی نوشته شده‌است. بیشتر متن‌های کهن ایسلندی بر پایه سروده‌ها و قوانینی هستند که شفاهاً نگهداری شده‌اند. معروف‌ترین متن‌های آن دوره که از سده دوازدهم به این سو به زبان ایسلندی نوشته شده، مجموعه متون تاریخی ایسلندی هستند که به سرگذشت‌نامه‌های ایسلندی (ساگاهای ایسلندی) معروفند. این مجموعه شامل آثار تاریخی و اِدای شاعرانه می‌شود.

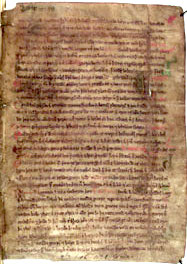
صفحه‌ای از جاینام‌نامه (Landnámabók).

زبانی که این رزمنامه‌ها به آن نوشته شده زبان ایسلندی کهن است که یکی از گویش‌های غربی نروژی باستان به‌شمار می‌آید. چیرگی دانمارکی‌ها بر جزیره ایسلند که از سال ۱۳۸۹ تا ۱۹۱۸ به درازا کشید تأثیر کمی بر تکامل زبان ایسلندی داشت زیرا ایسلندی هم‌چنان زبان کوچه و بازار مردم این جزیره باقی‌ماند البته در دوره‌ای میان سال‌های ۱۷۰۰ و ۱۹۰۰ کاربرد زبان دانمارکی هم در میان عموم مردم ایسلند محبوبیت یافته‌بود.
با وجود این‌که ایسلندی بیش از دیگر زبان‌های ژرمنی شکل کهن این شاخه از زبان‌ها را حفظ کرده‌است اما با این حال زبان ایسلندی نیز از سده ۱۲ تا ۱۶ دستخوش تحول آوایی به ویژه در تلفظ صداهای á، æ ،au و y/ý شده‌است.
الفبای امروزی ایسلندی از یک استاندارد که در سده نوزدهم توسط یک زبان‌شناس دانمارکی به نام راسموس راسک ترتیب داده شد سرچشمه گرفته‌است. این استاندارد، خود به میزان زیادی متأثر از یک متن معماآمیز است که در سده دوازدهم توسط فردی ناشناس نوشته شده و «نخستین نوشتار دستوری» نام دارد. راسموس راسک در استاندارد خود آیین نگارش این متن قدیمی را بازنویسی کرد تا با شیوه‌های جدیدتر رسم‌الخط دیگر زبان‌های ژرمنی نیز سازگار شود و برای نمونه حرف c را از این الفبا کنار گذاشت و به جای آن تنها از k استفاده کرد.
شماری از حروف کهن مانند حرف ð در سده‌های بعدی استفاده زیادی نداشتند اما استاندارد راسک تغییر زیادی در این رسم و رسوم پدیدآورد. از دگرگونی‌هایی که الفبای ایسلندی در سده بیستم به خود دید می‌توان به کاربرد é به جای je و حذف z از این الفبا در سال ۱۹۷۳ اشاره کرد.
زبان نوشتاری ایسلندی از سده سیزده به این‌سو تغییر چندانی نکرده به صورتی که گویشوران امروزی ایسلندی قادرند رزمنامه‌ها و داستان‌های آن دوره را در زبان اصلی خود آن دوره کمابیش متوجه شوند.

## الفبا
| حروف بزرگ | حروف بزرگ | حروف بزرگ | حروف بزرگ | حروف بزرگ | حروف بزرگ | حروف بزرگ | حروف بزرگ | حروف بزرگ | حروف بزرگ | حروف بزرگ | حروف بزرگ | حروف بزرگ | حروف بزرگ | حروف بزرگ | حروف بزرگ | حروف بزرگ | حروف بزرگ | حروف بزرگ | حروف بزرگ | حروف بزرگ | حروف بزرگ | حروف بزرگ | حروف بزرگ | حروف بزرگ | حروف بزرگ | حروف بزرگ | حروف بزرگ | حروف بزرگ | حروف بزرگ | حروف بزرگ | حروف بزرگ |
| --------- | --------- | --------- | --------- | --------- | --------- | --------- | --------- | --------- | --------- | --------- | --------- | --------- | --------- | --------- | --------- | --------- | --------- | --------- | --------- | --------- | --------- | --------- | --------- | --------- | --------- | --------- | --------- | --------- | --------- | --------- | --------- |
| A         | Á         | B         | D         | Ð         | E         | É         | F         | G         | H         | I         | Í         | J         | K         | L         | M         | N         | O         | Ó         | P         | R         | S         | T         | U         | Ú         | V         | X         | Y         | Ý         | Þ         | Æ         | Ö         |
| حروف کوچک |           |           |           |           |           |           |           |           |           |           |           |           |           |           |           |           |           |           |           |           |           |           |           |           |           |           |           |           |           |           |           |
| a         | á         | b         | d         | ð         | e         | é         | f         | g         | h         | i         | í         | j         | k         | l         | m         | n         | o         | ó         | p         | r         | s         | t         | u         | ú         | v         | x         | y         | ý         | þ         | æ         | ö         |